# The informer (pel·lícula de 2019)
The informer és una pel·lícula de thriller policial britànic del 2019 dirigida per Andrea Di Stefano i escrita per Matt Cook, basada en la novel·la Tres segons de Roslund & Hellström. La pel·lícula és protagonitzada per Joel Kinnaman, Rosamund Pike, Common, Ana de Armas i Clive Owen. S'ha doblat i subtitulat al català central per a TV3; també s'ha doblat al valencià per a À Punt.
L'adaptació cinematogràfica es va anunciar al Festival de Canes el 2017. El rodatge va tenir lloc el 2017 als estudis Pinewood, a Iver Heath i a la presó de Gloucester (Regne Unit) i a Brooklyn (Nova York).

El setembre de 2017, Aviron Pictures va adquirir els drets de distribució de la pel·lícula als Estats Units, mentre que Warner Bros. va gestionar els drets de distribució al Regne Unit. Es va estrenar el 6 de novembre de 2020 als Estats Units. Inicialment, estava previst que es llancés el 17 d'agost de 2018, però es va retardar fins a l'1 de febrer de 2019 i després fins al 22 de març. Aleshores es va retardar encara més diverses vegades a causa de problemes financers que implicaven Aviron. El primer retard de la pel·lícula per problemes financers va ser fins al 16 d'agost de 2019, abans de tornar-se a endarrerir, el 10 de gener de 2020, després el 13 de març, i llavors el 31 de juliol, i finalment el 6 de novembre.